# Javor (nome)
Javor (in serbo Јавор?; in bulgaro Явор?) è un nome proprio di persona serbo, croato e bulgaro maschile.

## Origine e diffusione

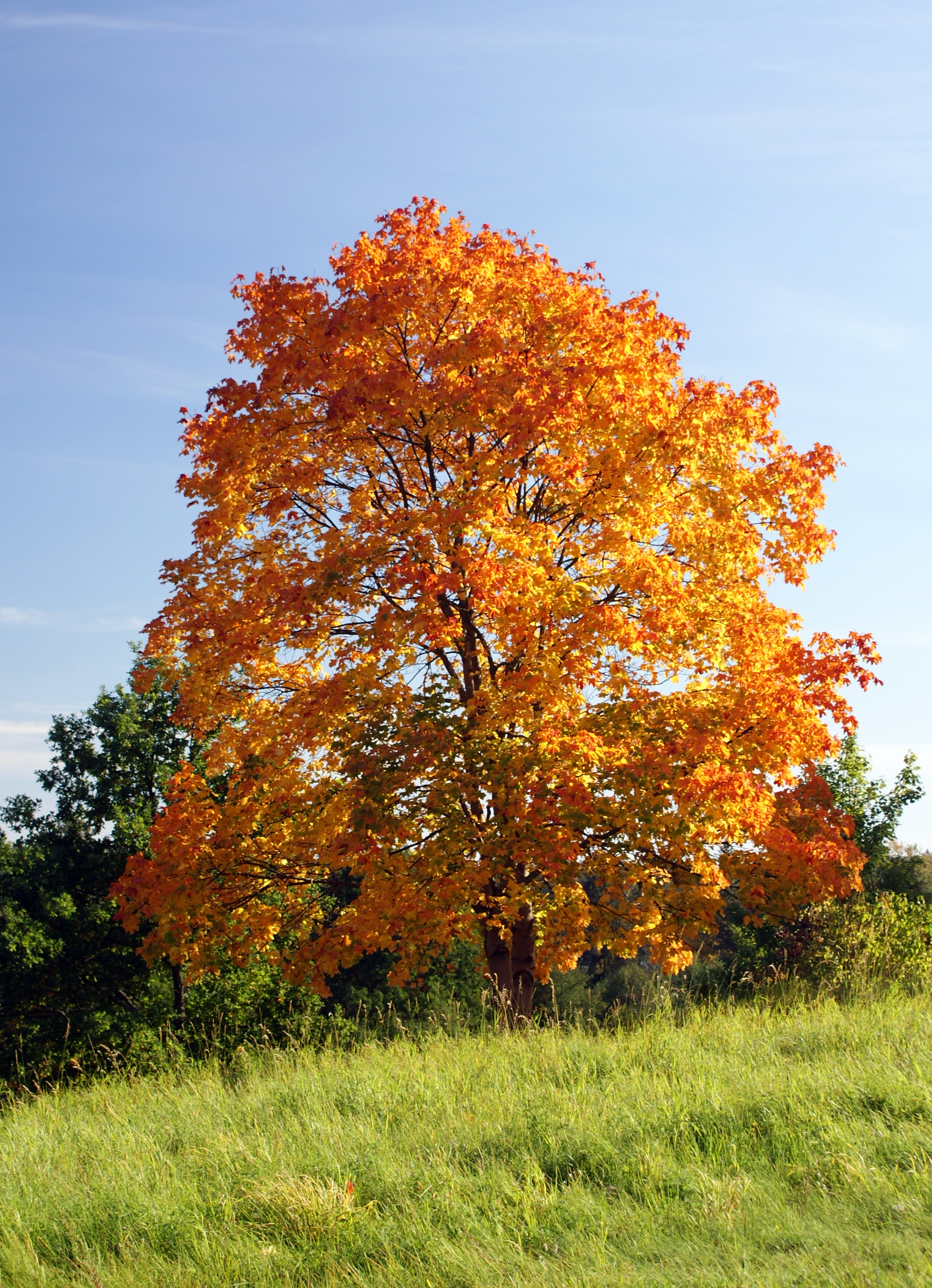
Un acero riccio (Acer platanoides) nel comune di Osie, Polonia

Riprende il termine javor, diffuso nelle lingue slave meridionali, che indica l'acero; ha quindi lo stesso significato dei nomi Hlynur e Maple.

## Onomastico
L'onomastico si può festeggiare il 1º novembre, festa di Ognissanti, in quanto il nome non è portato da alcun santo ed è quindi adespota.

## Persone
- Javor Baharov, attore bulgaro
- Javor Janakiev, lottatore bulgaro